# 龙虾战争
龙虾战争，又称龙虾行动（葡萄牙語：Guerra da Lagosta）是为1961年至1963年发生在巴西和法国两国之间的一场龙虾捕捞争端。当时巴西政府拒绝允许法国渔船在离巴西东北海岸100英里处捕捞刺龙虾。巴西政府认为龙虾“龙虾沿着大陆架爬行”，为大陆架上的爬行动物，因而属巴西海域，他国无权捕捞；而法国政府则认为龙虾因会游泳而为海洋生物，因而不属任何海域，又因如此，所以任何国家的渔船都可以捕捞龙虾。最后，争端由巴西单方面解决，巴西将其领海扩大到200海里（370千米，230英里）；并将有争议的拥有龙虾的领海也纳入其中。 

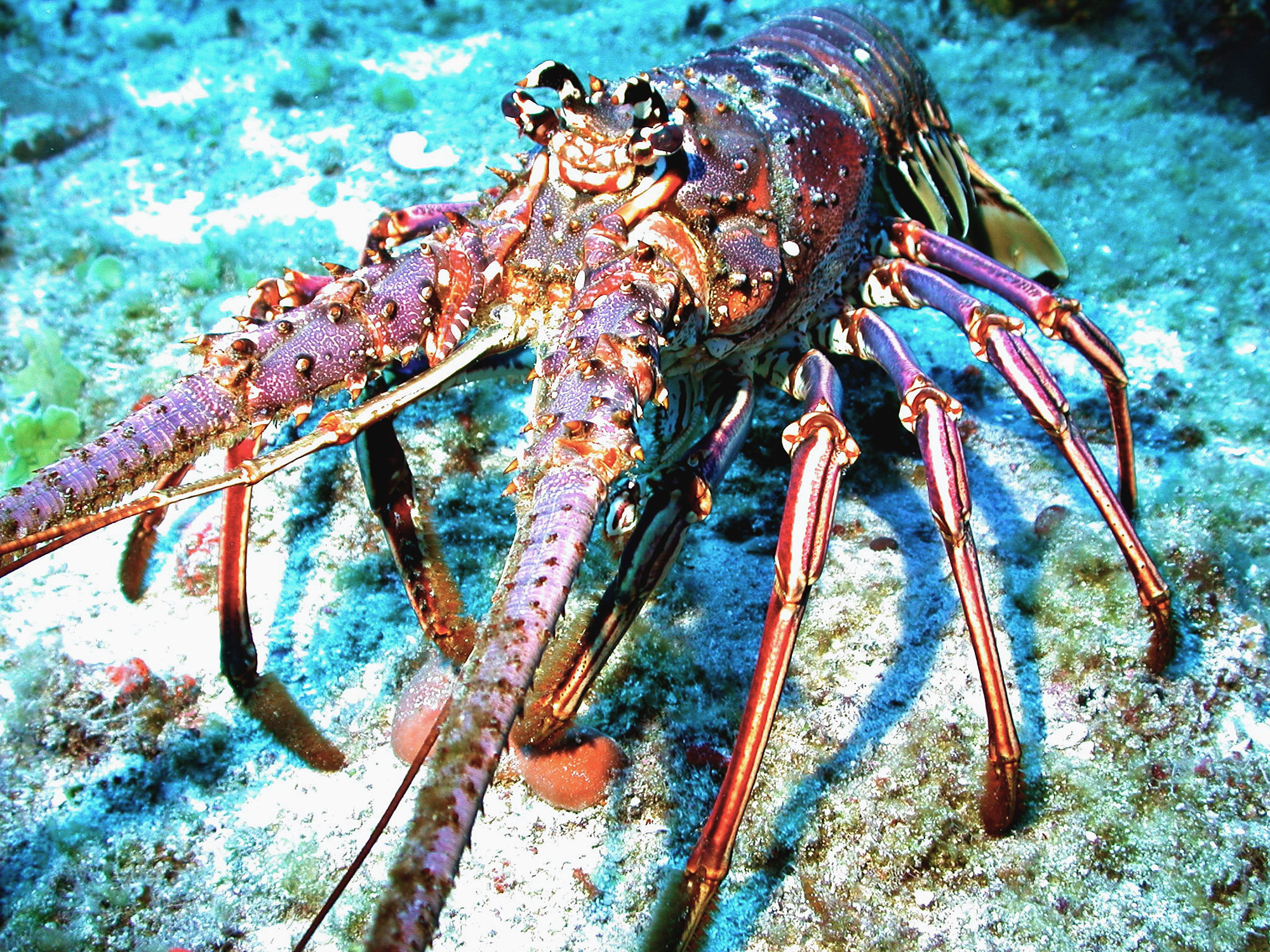
加勒比刺龙虾

尽管这一争端在起草《联合国海洋法公约》之前发生，但最终双方争端以1964年12月10日双方签署协议而告终。  双方签署的协议，其协议中给予26艘法国船只不超过5年的捕鱼权，但条件是它们向巴西渔民交付其划分的“区域”内进行的捕鱼活动后所获得的一定利润。 

## 缘由与经过
1961年，虽说毛里塔尼亚独立，但仍有些许法国渔民在毛里塔尼亚沿海做捕捞龙虾生意。其后这些法国渔民们决定将捕捞范围扩大到大西洋的另一边，并在巴西沿海某处海域进行捕捞工作；后来他们就在伯南布哥州附近水域的76～198米水深大陆架上发现了龙虾。 待到法国渔民跨洋前来捕捞龙虾却引起巴西渔民抱怨，他们抱怨法国渔船前来伯南布哥州海岸捕捞龙虾；因此巴西海军上将阿诺多·托斯卡诺命令两艘护卫舰驶向法国渔船所在的海域。 渔民的诉求确是合理的；因此，巴西政府要求法国渔民退回大陆架，把其留给较小船只的巴西渔船。然而法国拒绝了这一要求，这时，局势就变得紧张了，渔民们透过无线电要求法国政府派一艘驱逐舰护航龙虾船；这促使巴西政府将其众多舰艇置于警戒状态。

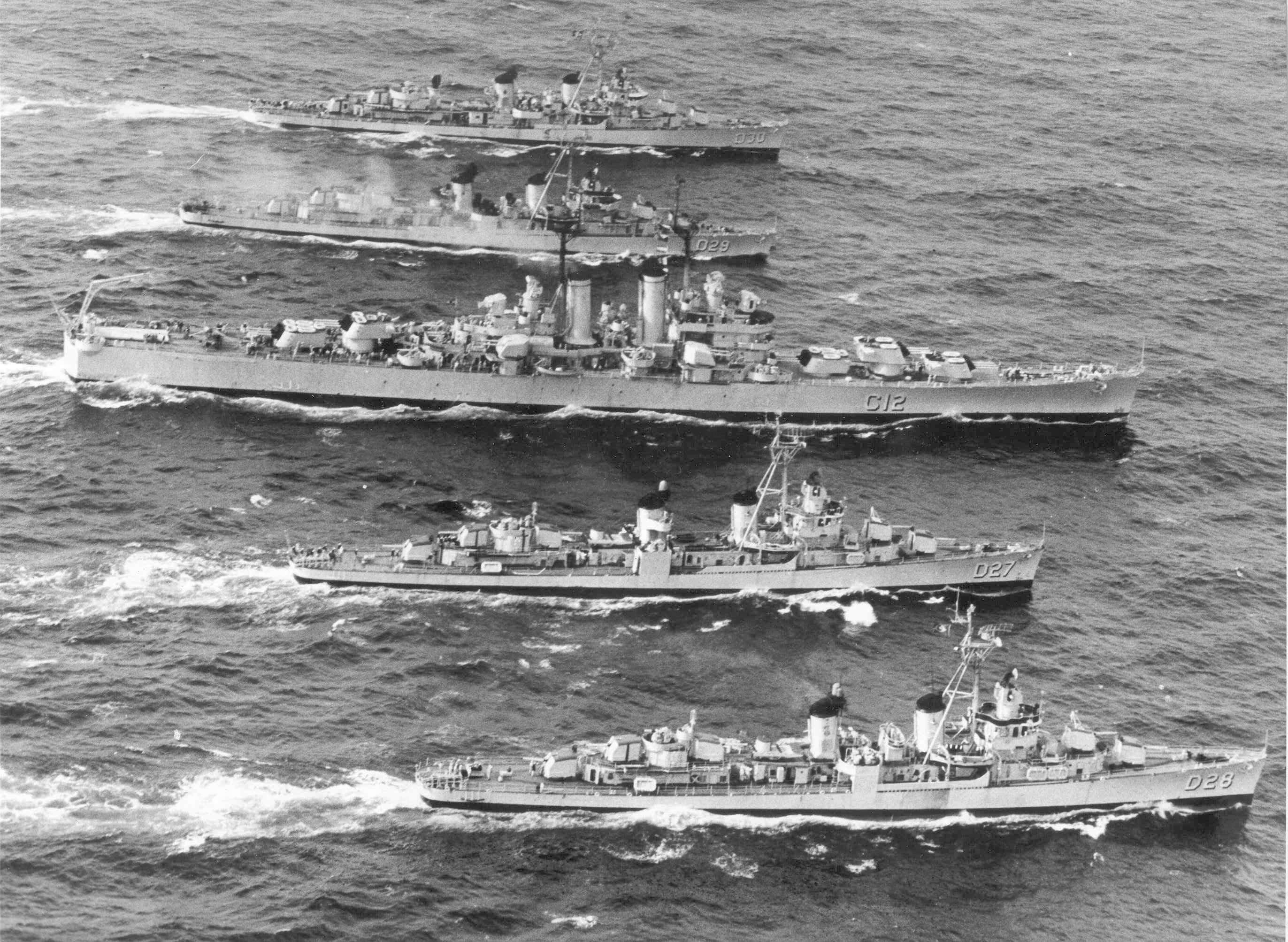
巴西海军中队；中间为巡洋舰Almirante Tamandaré，其由四艘Fletcherdestroyer舰艇护航。

同一天，巴西外交部长赫尔墨斯·利马认为法国政府的做法是对巴西的敌对行为，他说：“法国对此的态度是不可接受的，我们不会退缩；龙虾也不会被法国渔民所捕获！”随后，他召集他的部长们召开秘密会议，讨论与法国的龙虾战争的最新进展。与此同时，法国总统戴高乐认为巴西对在巴西海域海岸捕捞龙虾的法国渔民的行为进行了干预，因此他决定派遣驱逐舰舰塔尔图号前往监视渔船。但它决定撤出以舒缓紧张局势。巴西总统若昂·古拉特随后要求法国在48小时内撤出所有于海岸的法国船只，但法国船只拒绝离开。因此，1962年1月2日，巴西海军于巴西海岸拘押了法国船只Cassiopée。 
1963年4月，两国正考虑是否应该为龙虾而开战。

## 法院行动

### 论述
1966年7月6日，行政法庭总结了法国政府的主张，即龙虾像鱼一样，在公海中游动，因此不得视为大陆架上爬行的动物，也因此非属大陆架的一部分。而巴西主张，龙虾如同牡蛎，它们依附在海底，为上面爬行的动物，因此算为大陆架的一部分。 巴西海军海洋学家保罗·莫雷拉·达席尔瓦海军上将奉派协助外交委员会讨论；他认为，如果巴西接受法国的论点，即龙虾在海床“跳跃”时应视同鱼类，那么他们就必须以同样的方式接受巴西的前提，即袋鼠“跳跃”时将視同鸟類。

### 船主索赔
他还指出，Celton和Stephen这两个要求法国政府赔偿1963年1～3月因季节所造成损失的船主根本无权获得任何赔偿，因为由于巴西政府的单方面立场，法国政府不应对季节造成的损失而负责。  然后，行政院决定驳回关于法国政府授权原告船主派船到公海或巴西沿海捕捞龙虾的指控，指出给予原告的许可证是给船东而非船长的。该减损规定授权船长全权指挥其船只在公海上捕鱼，而不是在某一特定区域捕鱼。没有证据表明法国政府授权了其前往巴西海岸捕捞之行动，因此他们的上诉被驳回。